# Marqueze Washington
Marqueze Washington (* 29. September 1993) ist ein US-amerikanischer Leichtathlet, der sich auf den Sprint spezialisiert hat. Seinen größten Erfolg feierte er mit dem Gewinn der Silbermedaille in der 4-mal-400-Meter-Staffel bei den Hallenweltmeisterschaften 2018 in Birmingham.

## Sportliche Laufbahn
Marqueze Washington wuchs in West Monroe, Louisiana, auf und absolvierte ein Studium zuerst am Arkansas Baptist College und später an der University of Arkansas im Hauptfach sports management. 2015 wurde er NCAA-Collegemeister in der 4-mal-100-Meter-Staffel und 2018 sammelte er erste internationale Erfahrungen. Bei den Hallenweltmeisterschaften in Birmingham kam er in der 4-mal-400-Meter-Staffel im Vorlauf zum Einsatz und trug damit zum Gewinn der Silbermedaille der US-Mannschaft bei. 2022 belegte er bei den Hallenweltmeisterschaften in Belgrad in 46,85 s den sechsten Platz.

## Persönliche Bestzeiten
- 100 Meter: 10,07 s (−0,4 m/s), 10. Juni 2017 in Mesa
  - 60 Meter (Halle): 6,60 s, 5. März 2017 in Albuquerque
- 200 Meter: 20,32 s (−0,2 m/s), 10. Juni 2017 in Mesa
  - 200 Meter (Halle): 20,56 s, 17. Februar 2017 in Fayetteville
  - 400 Meter (Halle): 45,24 s, 9. Februar 2018 in Fayetteville